# رادكليف هول
مارجيت رادكليف هول (بالإنجليزية: Marguerite Radclyffe Hall) كاتبة وشاعرة إنجليزية شهيرة وُلدت في مدينة بورنموث، التابعة لمقاطعة دورست بإنجلترا في 12 أغسطس 1880. ووصلت رادكليف هول لذروة نشاطها المهني في عام 1926، حين حققت روايتها «من سلالة آدم» ، حول اليقظة الروحية لأحد النادلين الإيطاليين، نجاحا باهرًا وأكبر نسبة مبيعات في السوق. وقد فازت بعدها بجائزة بريكس فيمينا وجائزة جيمس تيت بلاك. وكانت الكاتبة قد خططت منذ فترة طويلة لكتابة ما سمى لاحقا بالمثلية الجنسية. وكانت هذه هي اللحظة المناسبة لشهرة أعمالها على نطاق أوسع على مستوى القراء. وقد استعانت هول بصديقتها أونا تروبريجا قبل أن تبدأ في كتابة روايتها بئر العزلة; حيث كانت أهدافها اجتماعية وسياسية في آن واحد. فقد كانت رادكليف هول تريد إنهاء حالة الصمت العام والشعبي تجاه المثلية الجنسية، مع خلق نوع من الشعور الأكثر تسامحا وتعاطفا مع المتحولين جنسيا. وبالمثل تشجيعهم على فعل الخير من خلال العمل الجاد... ونوع من الحياة الكريمة والنافعة. وفي أبريل من عام 1928، قالت رادكليف هول للناشر الذي سوف يقوم بنشر كتابها الجديد أنها تريد وعد والتزام كامل منه على ألا يقوم بتغيير أي كلمة في الكتاب:
| رادكليف هول | لقد وضعت قلمى لخدمة الأشخاص الأكثر اضطهادا ويأسا في العالم...على حد علمي، لم يحدث من قبل أن يقوم أى شخص ولو حتى بالتفكير في هذا الأمر في مخيلته. | رادكليف هول |

 وتوفيت هول في لندن في 7 أكتوبر 1943.

## الأعمال الأدبية

### الرواية
- المصباح غير المضاء (1924)
- من سلالة آدم (1926)
- بئر العزلة (رواية) (1928)
- سيد البيت (1932)
- ملكة جمال أوغلفي تجد نفسها (1934)

### الشعر
- قصيدة موجهة للسيد آرثر سوليفان (إنجلترا: 1894)
- الأرض والنجوم (لندن: 1906)
- مجموعة من الأبيات: قصائد (لندن: 1908)
- قصائد الماضي والحاضر (لندن: تشابمان وهول، 1910)
- أغاني من ثلاث مقاطعات وقصائد أخرى (لندن: 1913)
- الجزيرة المهملة (لندن: تشابمان وهول، 1915)
- القوافي والإيقاعات (ميلان، 1948)

## وصلات خارجية
- رادكليف هول على موقع الموسوعة البريطانية (الإنجليزية)
- رادكليف هول على موقع ميوزك برينز (الإنجليزية)
- أعمال أو نبذة عن رادكليف هول على أرشيف الإنترنت